# TV Sorrisi e Canzoni
TV Sorrisi e Canzoni este o revistă săptămânală italiană de listări publicată în Segrate, Italia.

## Istoric

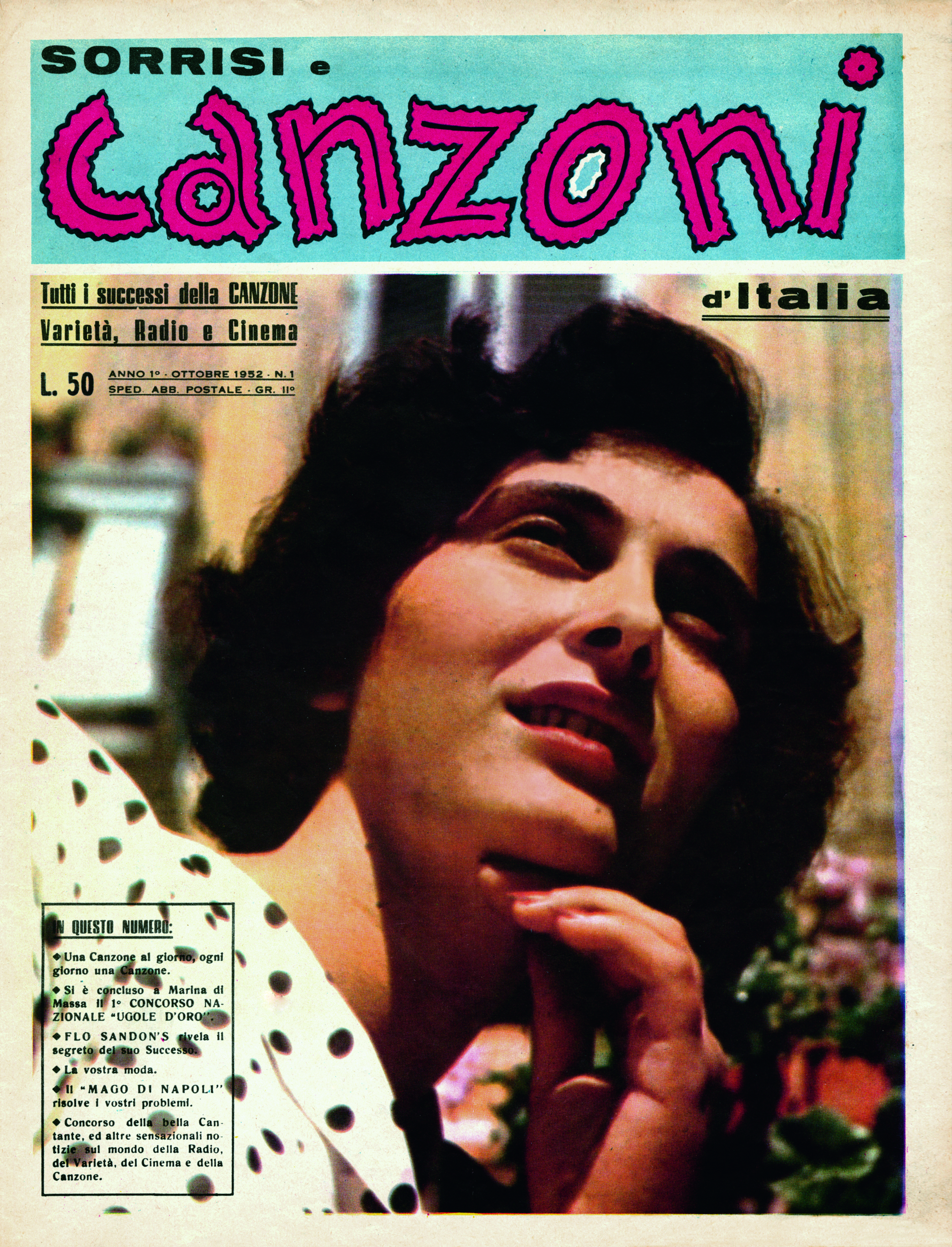
Primul număr al revistei TV Sorrisi e Canzoni, octombrie 1952. Clara Jaione, cântăreață italiană.

TV Sorrisi e Canzoni a fost înființată în 1952, cu sediul în Segrate, Milano, revista este publicată de Arnoldo Mondadori Editore, cea mai mare editură italiană, revista este publicată săptămânal.
TV Sorrisi e Canzoni a avut un tiraj de 1.836.355 de exemplare în 1984. Tirajul revistei a crescut la 1.997.809 exemplare din septembrie 1993 până în august 1994. Fondată în 1952 de Agostino Campi pentru Editoriale Campi, a fost una dintre cele mai bine vândute 50 de reviste de televiziune din lume, cu un tiraj de 1 622 000 de exemplare în 2001. Tirajul său a fost de 1.381.000 de exemplare în 2004, fiind cea mai bine vândută revistă din Italia. În 2007 a fost cea mai bine vândută revistă de televiziune din Italia, cu un tiraj de 1 086 414 exemplare. În 2010, revista a avut un tiraj de 883.220 de exemplare.